# Luchthaven Tarin Kowt
Het vliegveld van Tarin Kowt in Tarin Kowt in de Afghaanse provincie Uruzgan heeft op de eerste plaats een militaire functie. Het vliegveld ligt nabij Kamp Holland en is voor dit kamp een zeer belangrijk bevoorradingspunt.
Op 29 juni 2009 maakt Kam Air de eerste binnenlandse lijnvlucht van Kabul naar Tarin Kowt. De lijnvlucht wordt drie keer per week uitgevoerd. De lijnverbinding zal in de beginperiode door de Nederlandse overheid financieel worden ondersteund, om op deze manier bij te dragen aan de ontwikkeling van de regio Uruzgan. De vluchten worden uitgevoerd met een Antonov An-24.